# Lista över avsnitt av Jojo's Bizarre Adventure

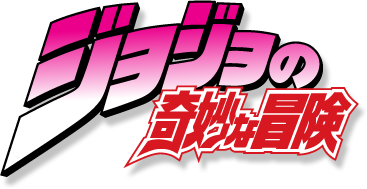
Seriens logotyp

Följande är en lista över avsnitt av Jojo's Bizarre Adventure (ジョジョの奇妙な冒険 Jojo no Kimyō na Bōken?, "Jojos bisarra äventyr"), en japansk animerad TV-serie som baseras på Hirohiko Arakis manga med samma namn. Serien produceras av David Production och sänds på japansk TV sedan den 6 oktober 2012. Serien regisseras av Naokatsu Tsuda och Ken'ichi Suzuki och författas av Yasuko Kobashi, medan Masahiko Komino designar seriens figurer.
Den första säsongen är en adaption av mangans två första delar, Phantom Blood och Battle Tendency, och den andra säsongen är en adaption av den tredje delen, Stardust Crusaders. De tre första delarna har alla en egen grafisk stil. En tredje säsong baserad på den fjärde delen, Diamond Is Unbreakable, planeras ha premiär i april 2016.

## Överblick
| Säsong | Delar | Delar                  | Avsnitt | Premiär         | Originalvisning  |
| Säsong | Delar | Delar                  | Avsnitt | Premiär         | Avslutning       |
| ------ | ----- | ---------------------- | ------- | --------------- | ---------------- |
| 1      | 1     | Phantom Blood          | 26      | 6 oktober 2012  | 6 april 2013     |
| 1      | 2     | Battle Tendency        | 26      | 6 oktober 2012  | 6 april 2013     |
| 2      | 3     | Stardust Crusaders     | 48      | 5 april 2014    | 19 juni 2015     |
| 3      | 4     | Diamond Is Unbreakable | 38      | 1 april 2016    | 24 december 2016 |
| 4      | 5     | Golden Wind            | 38      | 6 oktober 2018  | 28 juli 2019     |
| 5      | 6     | Stone Ocean            | 39      | 1 december 2021 | 1 december 2022  |

## Avsnitt

### Säsong 1 (2012–2013)
| Nr | Titel                                       | Originalvisning  |
| -- | ------------------------------------------- | ---------------- |
| 1  | "Shinryakusha Dio (侵略者ディオ?)"          | 6 oktober 2012   |
| 2  | "Kako kara no Tegami (過去からの手紙?)"     | 13 oktober 2012  |
| 3  | "Dio to no Seishun (ディオとの青春?)"       | 20 oktober 2012  |
| 4  | "Overdrive (波紋疾走（オーバードライブ）?)" | 27 oktober 2012  |
| 5  | "Ankoku no Kishitachi (暗黒の騎士達?)"      | 3 november 2012  |
| 6  | "Ashita no Yūki (あしたの勇気?)"            | 10 november 2012 |
| 7  | "Uketsugumono (うけ継ぐ者?)"                | 17 november 2012 |
| 8  | "Kessen! Jojo & Dio (血戦！JOJO&DIO?)"      | 24 november 2012 |
| 9  | "Saigo no Hamon! (最後の波紋！?)"           | 1 december 2012  |

| Nr | Titel                                                     | Originalvisning  |
| -- | --------------------------------------------------------- | ---------------- |
| 10 | "New York no Jojo (ニューヨークのジョジョ?)"              | 8 december 2012  |
| 11 | "Game no Tatsujin (ゲームの達人?)"                        | 15 december 2012 |
| 12 | "Hasahira no Otoko (柱の男?)"                             | 22 december 2012 |
| 13 | "Jojo vs. Kyūkyoku Seibutsu (JOJO vs. 究極生物?)"         | 5 januari 2013   |
| 14 | "Taiko kara Kita Kyūkyoku Senshi (太古から来た究極戦士?)" | 12 januari 2013  |
| 15 | "Hero no Shikaku (ヒーローの資格?)"                       | 19 januari 2013  |
| 16 | "Hamon Kyōshi Lisa Lisa (波紋教師リサリサ?)"              | 26 januari 2013  |
| 17 | "Fukaku Wana o Hare! (深く罠をはれ！?)"                   | 2 februari 2013  |
| 18 | "Stroheim-tai no Gyakushū (シュトロハイム隊の逆襲?)"      | 9 februari 2013  |
| 19 | "Shi no Gake e Tsuppashire (死の崖へつっ走れ?)"           | 16 februari 2013 |
| 20 | "Caesar Kodoku no Seishun (シーザー孤独の青春?)"          | 23 februari 2013 |
| 21 | "100 tai 2 no Kakehiki (100対2のかけひき?)"               | 2 mars 2013      |
| 22 | "Shin no Kakutōsha (真の格闘者?)"                         | 9 mars 2013      |
| 23 | "Kaze ni Kaeru Senshi (風にかえる戦士?)"                  | 16 mars 2013     |
| 24 | "Jojo o Musubu Kizuna (JOJOを結ぶ絆?)"                    | 23 mars 2013     |
| 25 | "Chō Seibutsu no Tanjō!! (超生物の誕生！！?)"             | 30 mars 2013     |
| 26 | "Kami to Natta Otoko (神となった男?)"                     | 6 april 2013     |

### Säsong 2 (2014–2015)
| Nr | Titel                                                                                  | Originalvisning   |
| -- | -------------------------------------------------------------------------------------- | ----------------- |

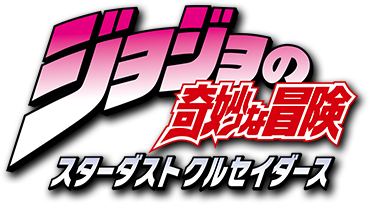
Logotypen för säsong 2.

| 1  | "Akuryō ni Toritsukareta Otoko (悪霊にとりつかれた男?)"                                | 5 april 2014      |
| 2  | "Sabaku no wa Dare da!? (裁くのは誰だ!??)"                                             | 12 april 2014     |
| 3  | "Dio no Jubaku (DIOの呪縛?)"                                                           | 19 april 2014     |
| 4  | "Tower of Gray (灰の塔（タワー・オブ・グレー）?)"                                      | 26 april 2014     |
| 5  | "Silver Chariot (銀の戦車（シルバーチャリオッツ）?)"                                   | 3 maj 2014        |
| 6  | "Dark Blue Moon (暗青の月（ダークブルームーン）?)"                                     | 10 maj 2014       |
| 7  | "Strength (力（ストレングス）?)"                                                       | 17 maj 2014       |
| 8  | "Devil (悪魔（デビル）?)"                                                              | 24 maj 2014       |
| 9  | "Yellow Temperance (黄の節制（イエローテンパランス）?)"                                | 31 maj 2014       |
| 10 | "Emperor to Hanged Man Sono 1 (皇帝（エンペラー）と吊られた男（ハングドマン） その1?)" | 7 juni 2014       |
| 11 | "Emperor to Hanged Man Sono 2 (皇帝（エンペラー）と吊られた男（ハングドマン） その2?)" | 14 juni 2014      |
| 12 | "Empress (女帝（エンプレス）?)"                                                        | 21 juni 2014      |
| 13 | "Wheel of Fortune (運命の車輪（ホウィール・オブ・フォーチュン）?)"                     | 28 juni 2014      |
| 14 | "Justice Sono 1 (正義（ジャスティス） その1?)"                                         | 5 juli 2014       |
| 15 | "Justice Sono 2 (正義（ジャスティス） その2?)"                                         | 12 juli 2014      |
| 16 | "Lovers Sono 1 (恋人（ラバーズ） その1?)"                                              | 19 juli 2014      |
| 17 | "Lovers Sono 2 (恋人（ラバーズ） その2?)"                                              | 26 juli 2014      |
| 18 | "Sun (太陽（サン）?)"                                                                  | 2 augusti 2014    |
| 19 | "Death 13, Sono 1 (死神13（デスサーティーン） その1?)"                                 | 9 augusti 2014    |
| 20 | "Death 13, Sono 2 (死神13（デスサーティーン） その2?)"                                 | 16 augusti 2014   |
| 21 | "Judgement Sono 1 (審判（ジャッジメント） その1?)"                                     | 23 augusti 2014   |
| 22 | "Judgement Sono 2 (審判（ジャッジメント） その2?)"                                     | 30 augusti 2014   |
| 23 | "High Priestess Sono 1 (女教皇（ハイプリエステス） その1?)"                            | 6 september 2014  |
| 24 | "High Priestess Sono 2 (女教皇（ハイプリエステス） その2?)"                            | 13 september 2014 |

| Nr | Titel | Originalvisning  |
| -- | --- | ---------------- |
| 25 | "The Fool no Iggy to Geb-shin no N'Doul Sono 1 (「愚者」（ザ・フール）のイギーと「ゲブ神」のンドゥール その１?)" | 9 januari 2015   |
| 26 | "The Fool no Iggy to Geb-shin no N'Doul Sono 2 (「愚者」（ザ・フール）のイギーと「ゲブ神」のンドゥール その２?)" | 16 januari 2015  |
| 27 | "Khnum-shin no Oingo to Thoth-shin no Boingo (「クヌム神」のオインゴと「トト神」のボインゴ?)"                    | 23 januari 2015  |
| 28 | "Anubis-shin Sono 1 (「アヌビス神」 その１?)"                                                                    | 30 januari 2015  |
| 29 | "Anubis-shin Sono 2 (「アヌビス神」 その２?)"                                                                    | 6 februari 2015  |
| 30 | "Bastet-joshin no Mariah Sono 1 (「バステト女神」のマライア その１?)"                                            | 13 februari 2015 |
| 31 | "Bastet-joshin no Mariah Sono 2 (「バステト女神」のマライア その２?)"                                            | 20 februari 2015 |
| 32 | "Set-shin no Alessi Sono 1 (「セト神」のアレッシー その１?)"                                                     | 27 februari 2015 |
| 33 | "Set-shin no Alessi Sono 2 (「セト神」のアレッシー その２?)"                                                     | 6 mars 2015      |
| 34 | "D'Arby the Gambler Sono 1 (ダービー・ザ・ギャンブラー その１?)"                                                 | 13 mars 2015     |
| 35 | "D'Arby the Gambler Sono 2 (ダービー・ザ・ギャンブラー その２?)"                                                 | 20 mars 2015     |
| 36 | "Hol Horse to Boingo Sono 1 (ホル・ホースとボインゴ その１?)"                                                    | 27 mars 2015     |
| 37 | "Hol Horse to Boingo Sono 2 (ホル・ホースとボインゴ その２?)"                                                    | 3 april 2015     |
| 38 | "Jigoku no Monban Pet Shop Sono 1 (地獄の門番ペット·ショップ その１?)"                                           | 10 april 2015    |
| 39 | "Jigoku no Monban Pet Shop Sono 2 (地獄の門番ペット·ショップ その２?)"                                           | 17 april 2015    |
| 40 | "D'Arby the Player Sono 1 (ダービー・ザ・プレイヤー その１?)"                                                    | 24 april 2015    |
| 41 | "D'Arby the Player Sono 2 (ダービー・ザ・プレイヤー その２?)"                                                    | 1 maj 2015       |
| 42 | "Akū no Shōki Vanilla Ice Sono 1 (亜空の瘴気 ヴァニラ・アイス その１?)"                                          | 8 maj 2015       |
| 43 | "Akū no Shōki Vanilla Ice Sono 2 (亜空の瘴気 ヴァニラ・アイス その２?)"                                          | 15 maj 2015      |
| 44 | "Akū no Shōki Vanilla Ice Sono 3 (亜空の瘴気 ヴァニラ・アイス その３?)"                                          | 22 maj 2015      |
| 45 | "Dio no Sekai Sono 1 (DIOの世界 その１?)"                                                                        | 29 maj 2015      |
| 46 | "Dio no Sekai Sono 2 (DIOの世界 その２?)"                                                                        | 5 juni 2015      |
| 47 | "Dio no Sekai Sono 3 (DIOの世界 その３?)"                                                                        | 12 juni 2015     |
| 48 | "Harukanaru Tabiji, Saraba Tomo yo (遥かなる旅路 さらば友よ?)"                                                   | 19 juni 2015     |

### Säsong 3 (2016–)

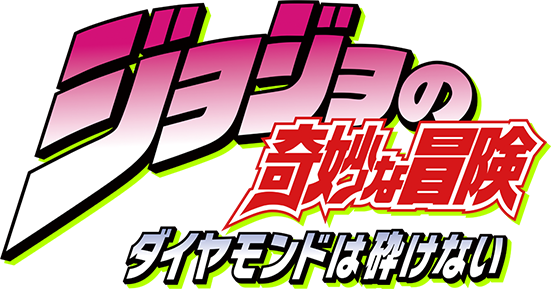
Logotypen för säsong 3.

| Nr | Titel | Originalvisning |
| -- | ----- | --------------- |
| 1  | "TBA" | 1 april 2016    |